# Marsa Ben M'Hidi
Marsa Ben M'Hidi è un comune dell'Algeria, situato nella provincia di Tlemcen.
Confina con il mar Mediterraneo a nord, con il Marocco a sud-ovest, e con il comune di MSirda Fouaga ad est.

## Storia
Durante il periodo dell'Algeria francese si chiamava Port-Say, dal nime del fondatore del porto, l'esploratore francese Louis Say.

## Geografia fisica
L'Oued Kiss segna il confine settentrionale tra Algeria e Marocco.

## Trasporti ed infrastrutture
La città dispone di un'area portuale.
Marsa Ben M'Hidi è collegata tramite la N7A con Bab El Assa.

## Geografia antropica
Il comune è stato costituito nel 1984.
Località del comune sono:
- Marsa Ben M'Hidi
- Béni Mengouche
- Chaïb Rasso
- Merika
- Assa
- Saramram
- Boufkarene
- Anabra
- Kraziz
- Tamarchalet
- Aïn Adjeroud
- Poste de Tiza
- Poste Ahmed Benabdellah
- Boudouna
- Cap Kellah
- Ourraïe